# Miss Anthropocene
Miss Anthropocene är musikern Grimes femte studioalbum. Det släpptes 21 februari 2020 på skivbolaget 4AD.

## Låtlista
Alla låtar är skrivna och komponerade av Claire Boucher förutom där annat anges. 
| 1.           | So Heavy I Fell Through the Earth (Art Mix)       | 6:08  |
| 2.           | Darkseid (med 潘PAN)                              | 3:44  |
| 3.           | Delete Forever                                    | 3:57  |
| 4.           | Violence (Original Mix)i_o (med i_o)              | 3:40  |
| 5.           | 4ÆM                                               | 4:30  |
| 6.           | New Gods                                          | 3:15  |
| 7.           | My Name is Dark (Art Mix)                         | 5:56  |
| 8.           | You'll miss me when I'm not around                | 2:41  |
| 9.           | Before the fever                                  | 3:37  |
| 10.          | IDORU                                             | 7:13  |
| 11.          | We Appreciate Power (med HANA)                    | 5:35  |
| 12.          | So Heavy I Fell Through the Earth (Algorithm Mix) | 3:52  |
| 13.          | Violence (Club Mix) (med i_o)                     | 4:12  |
| 14.          | My Name is Dark (Algorithm Mix)                   | 4:03  |
| 15.          | IDORU (Algorithm Mix)                             | 4:46  |
| Total längd: | Total längd:                                      | 67:00 |